# 憤怒鳥 (動畫)
憤怒鳥（英語：Angry Birds Toons），是以Rovio娛樂的憤怒鳥為基礎製作的芬蘭動畫電視連續劇。動畫系列中描述鳥與豬彼此之間的爭鬥、喜劇、以及冒險。
每集動畫時間約為兩至三分鐘。片中沒有對話，只有面部表情、聲音效果與簡單的發聲。這使得該動畫幾乎讓所有世界各地文化更能理解，且不用進行調整或翻譯。
在2015年前推出的憤怒鳥遊戲中，也有開啟憤怒鳥卡通的捷徑，可經由遊戲中的捷徑觀賞卡通。2015年後，這些遊戲中的捷徑改為直接導向憤怒鳥的YouTube頻道。
截至2013年9月，卡通瀏覽次數已超過十億次。

## 特色
2011年12月17日，尼可國際兒童頻道為了慶祝聖誕節，特別放映憤怒鳥：破壞大廳特別節目，其標題名稱與2012年3月憤怒鳥太空之動畫前傳同名遊戲。

## 角色
- 怒鳥紅（Red，憤怒鳥）
- 飛鏢黃（Chuck，衝刺鳥）
- 炸彈黑（Bomb，炸彈鳥）
- 白公主（Matilda，下蛋鳥）
- 藍弟弟（The Blues，分別為小傑(Jay)、傑瑞(Jake)、吉姆(Jim)，破冰鳥）
- 泡泡橙（Bubbles，膨脹鳥）
- 大紅（Terence，大哥鳥）
- 思黛拉（Stella，泡泡鳥）
- 玻比 （Poppy）
- 盧卡（Luca）
- 薇璐（Willow）
- 妲莉（Dahlia）
- 蓋雅（Gale）
- 炫舞銀（Silver，觔斗銀）
- 長嘴綠（Hal，迴旋鳥）
- 神鷹（Mighty Eagle）
- 國王豬（King Pig）
- 普通豬（Minion pig，小小豬）
- 下士豬（Corporal Pig，鋼盔豬）
- 領班豬（Foreman Pig）
- 豬大廚（Chef Pig)
- 豬教授（Professor Pig）
- 豬牧師（Chronicler Pig、豬史官）
- 大肥豬（Fat Pig）
- 帥氣豬（Handsome Pig）
- 豬皇后（Queen Pig，捲心菜，豬國王的裝扮）
- 囚犯豬（Prisoner Pig）
- 衛兵豬（Guard Pigs）
- 豬男高音（Tenor Pig）
- 巨人豬（Goliath Pig）
- 消防豬（Fireman Pig）
- 大紅的表哥（Tony）

## 系列
Rovio已宣布從憤怒鳥遊戲系列衍生的卡通。他們計劃製作52集短劇。該系列透過芬蘭動畫工作室Kombo製作，它在2011年6月被Rovio收購。“我很高興地說，我們將推出今年每週的動畫系列的短格式的內容。”Rovio動畫負責人Nick Dorra表示。
該系列產品適用於全球所有的憤怒鳥應用程式，隨選視訊，和智能電視；此外，它以20個免費電視網路宣傳至世界各地。
2014年，Rovio計劃推出Angry Birds Toons新的一季(第一集已在2014年10月19日推出)，並增加兩個卡通系列，其中一個是名叫“小豬故事(Piggy Tales)”的黏土動畫，另一個是名叫“思黛拉(Stella)”的3D動畫。兩者分別已在2014年4月11日和2014年11月1日推出。
2015年4月，小豬故事全部31集已全數上映，Rovio於是推出了第二季“小豬故事--在工作的豬(Piggy Tales--Pigs at Work)”

## 家庭媒體
索尼影業家庭娛樂公司發布了第一個26集的DVD和藍光於2013年12月3日。
後來，2014年4月15日索尼發布了下一個26集的DVD和藍光。

## 全球分佈
| 國家       | 網路                  | 系列首播                                   |
| ---------- | --------------------- | ------------------------------------------ |
| 以色列     | Arutz HaYeladim       |                                            |
| 芬兰       | MTV3                  |                                            |
| 巴西       | Gloob                 |                                            |
| 葡萄牙     | Nickelodeon           |                                            |
|            | FOX8                  |                                            |
| 義大利     | Super!                | 2013年11月28日                             |
| 德国       | Super RTL             |                                            |
| 法國       | Gulli J頻道           |                                            |
| 英国       | POP                   |                                            |
| 俄羅斯     | Nickelodeon           |                                            |
| 印度尼西亞 | antv Global TV        | 2013年3月16日 2016年7月4日                 |
| 加拿大     | Teletoon              | 2013年3月16日                              |
| 美国       | Xfinity On Demand     | 2013年3月16日                              |
| 乌克兰     | 1+1                   | 2013年3月17日                              |
|            | JEI TV JEI English TV |                                            |
| 西班牙     | Neox 天線3            | 2013年6月29日                              |
| 菲律賓     | GMA網路               | 2013年7月27日                              |
| 新西兰     | TV2                   | 2013年8月19日                              |
| 土耳其     | TRT Çocuk             | 2013年9月6日                               |
| 马来西亚   | Nickelodeon           | 2013年9月8日                               |
| 希腊       | Star Channel          | 2013年9月21日                              |
| 阿拉伯世界 | Jeem TV               | 22 Dhu al-Hijjah 1434 I (2013年10月27日 G) |
| 波蘭       | Puls 2                | 2013年12月                                 |
| 阿联酋     | Baraem                |                                            |
| 匈牙利     | Megamax               |                                            |
| 泰國       | 泰國第3電視台         |                                            |
| 叙利亚     | Spacetoon             | 2016年1月10日                              |

## 外部連結
- 官方網站 （页面存档备份，存于）
- 憤怒鳥卡通 （页面存档备份，存于）的網路電影資料庫